# Fatu Hiva (Gemeinde)

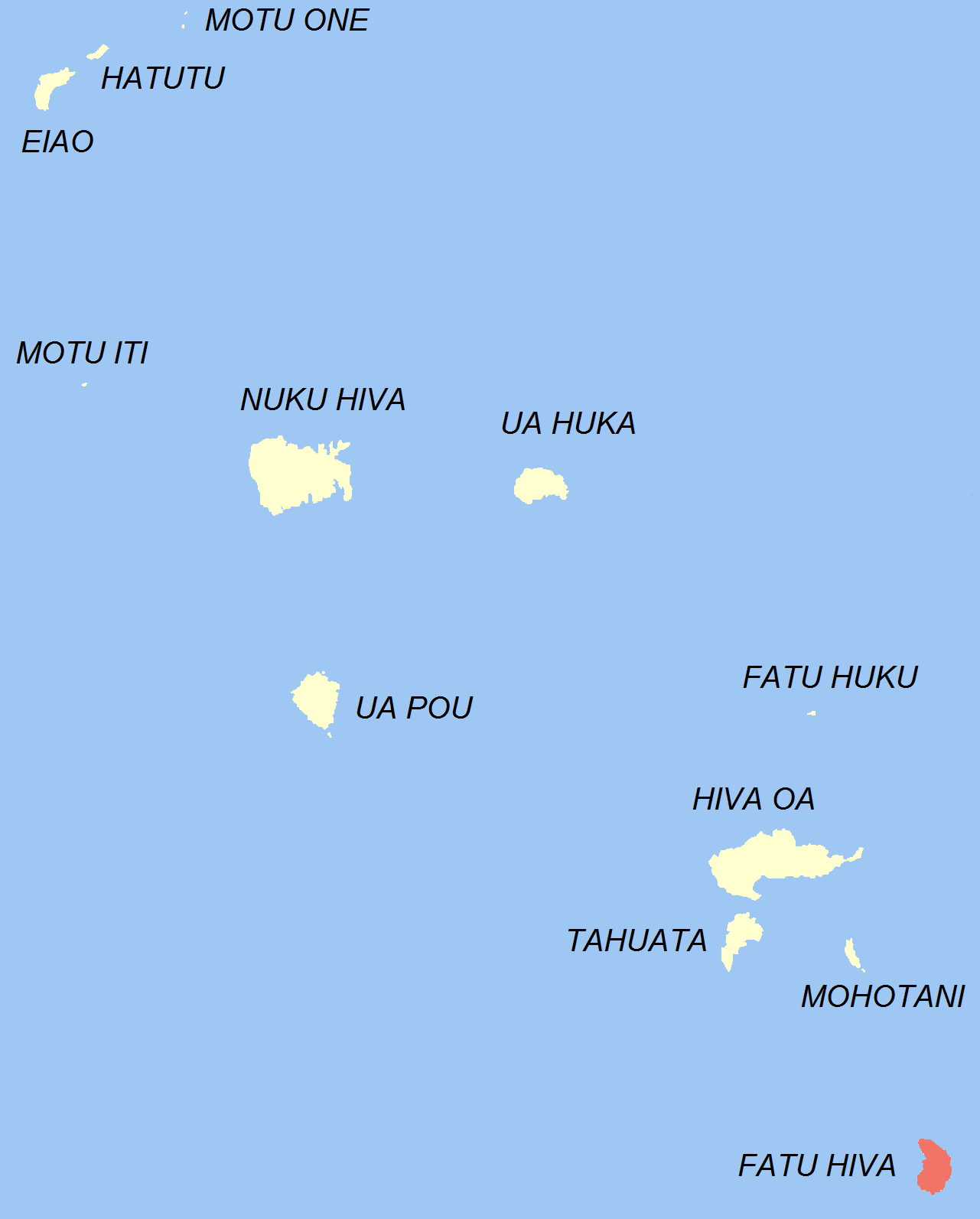
Lage der Gemeinde Fatu Hiva innerhalb der Marquesas

Fatu Hiva ist eine Gemeinde im Bereich der südlichen Marquesas-Inseln in Französisch-Polynesien. Sie umfasst die 84 km² große gleichnamige Insel sowie die winzige 22 Kilometer nordöstlich gelegene Felsinsel Motu Nao. Die höchste Bergspitze auf der Insel befindet sich auf 1152 m. ü. M. Im Jahr 2022 wurden 600 Einwohner in den verschiedenen Dörfern gezählt; die Postleitzahl lautet 98740. Durchschnittlich leben sieben Personen auf einem Quadratkilometer.